# Метил-TROSY
Метил-TROSY (Methyl TROSY, Methyl Transverse relaxation optimized spectroscopy) — вариант метода получения двумерных спектров TROSY, в котором используются белки, селективно меченные по метильным группам.
Метильные группы являются удобным «датчиком» в исследованиях структуры и динамики белков методами ЯМР по двум причинам. Во-первых, они часто встречаются в важных областях свернутых белков. Во-вторых, относительно легко получать высокодейтерированные белки, селективно меченные 1H,13C по метильным группам.
Релаксация метильных групп осуществляется по диполь-дипольным взаимодействиям 1H-1H и 1H-13C. Ограничение количества таких взаимодействий с помощью селективного мечения метильных групп приводит к необычайно медленной релаксации, а это, в свою очередь, упрощает анализ систем с высокими молекулярными массами.